# Tường Phù
Tường Phù là một xã thuộc huyện Phù Yên, tỉnh Sơn La, Việt Nam.
Xã có diện tích 14,47 km², dân số năm 1999 là 4.549 người, mật độ dân số đạt 314 người/km².